# Liutprand
Liutprand je bil od leta 712 do 744 kralj Langobardov, * okrog 690, † januar 744.
Znan je predvsem po donaciji Sutrija leta 728 in dolgega vladanja, v katerem se je zapletel v številne, večinoma uspešne konflikte, predvsem v Italiji. Pogosto se omenja kot najbolj uspešen langobardski monarh.

## Otroštvo
Liutprandovo otroštvo ni bilo obetavno. Njegovega očeta Anspranda, vojvodo Astija in nekaj časa kralja Langobardov, je langobardski kralj Aripert II. pregnal med Bavarce, brata oslepil, materi Teodaradi in sestri Avrori pa odrezal nosova in ušesa. Liutprandu je priznesel, ker se mu je zaradi mladosti zdel nenevaren. Aripert ga je osvobodil in mu dovolil oditi k očetu na Bavarsko.

## Vladanje
Liutprandova vladavina se je začela dan pred očetovo smrtjo, ko ga je plemstvo ob očetovi smrtni postelji izvolilo za kralja. Njegova vladavina je trajala enainštirideset let. V Langobardskem kraljestvu so ga imeli za zakonodajalca neoporečnega katolištva.

### Odnosi z bavarskimi Agilolfingi
Na začetku vladavine je bil Liutprandov glavni zaveznik med sosednjimi vladarji frankovski vojvoda Teodo I. Bavarski, ki ga je med očetovim in njegovim začasnim izgnanstvom leta 702 vzel pod svojo zaščito in mu nato pomagal priti na langobardski prestol. Prijateljstvo so kasneje utrdili z Liutprandovo poroko z Guntrudo Agilolfinško. Srž Teodove politike je bilo upiranje merovinškim majordomom in njihovemu prodiranju na ozemlje severno od Alp, s katerim Liutprand ni imel nobene zveze, in obvladovanje strateških gorskih prelazov v vzhodnih Alpah, ki jih je obvladoval prav on. Spomladi leta 712 so Teodov sin Teodebert Bavarski, Ansprand in Liutprand napadli langobardske trdnjave, prisilili Ariperta II. na beg in na oblast v Pavii vrnili ansprandove pristaše. 
Teodo je leta 717 ali 718 umrl. Pod njegovimi nasledniki so vezi Agilolfingov z Langobardi oslabele. Liutprand je do leta 726, ko ga je zmotila politika Bizantinskega cesarstva, vso vojaško moč posvečal osvajanju bavarskih gradov ob reki Adiži.

### Vojne z Bizantinci
Liutprand na začetku svoje vladavine ni napadal niti Ravenskega eksarhata niti papeštva, dokler ni bizantinski cesar Leon III. objavil enega od svojih številnih ediktov, s katerim je prepovedal čaščenje svetih podob. Papež Gregor II. je ukazal svojim vernikom, naj se uprejo bizantinskemu neapeljskemu vojvodi Ekshiliratu, ki je poskušal udejaniti cesarjev odlok. Vojvodo je nasilna drhal ubila. Liutprand je izkoristil nerede na jugu Apeninskega polotoka in napadel bizantinske posesti v Emiliji. Leta 727 je prečil Pad in osvojil Bologno, Osimo, Rimini, Ancono  in nekaj drugih mest v Emiliji in Pentapolisu. Osvojil je tudi ravensko morsko pristanišče Classe, same Ravene pa ne. Leta 737 so ravenskega eksarha v neredih ubili in mesto se je brez večjega odpora vdalo. 
V letih 713 do 719 so se začeli prvi mavrski plenilski pohodi z Balearskih otokov na Korziko, zato je Liutprand kot zaščitnik katoliške cerkve in vere okrog leta 725 zasedel Korziko, ki je bila uradno pod bizantinsko oblastjo. Korzika je ostala del Langobardskega kraljestva še potem, ko so Langobardsko kraljestvo osvojili Franki. Langobardi in cerkev so imeli na otoku obsežne posesti in zato pomemben družben položaj.
Ko so Sardinijo napadli Saraceni, je Liutprand okrog leta 720 odkupil relikvije svetega Avguština. Z velikim pompom jih je prenesel v Pavio in jih shranil v cerkvi svetega Petra, ki je takrat postala pavijska stolnica. Pavel Diakon piše, da so relikvije z otoka prenesli z veliko naglico in velikimi stroški.

### Donacija Sutrija
Po zmagi nad Bizantinci, ki so jo dokončali njegovi nasledniki z osvojitvijo Ravenskega eksarhata, je začel Liutprand po Vii Cassii prodirati proti Rimu. V starodavnem mestecu Sutri se je leta 728 srečal s papežem Gregorjem II. in se z njim sporazumel, da bo papeštvu »kot darilo blaženima apostoloma Petru in Pavlu«.  prepustil Sutri in nekaj drugih hribovskih mest v Laciju. Darilo je pomenilo prvo širitev papeškega ozemlja preko meja Rimske vojvodine in hkrati začetek Papeške države. 
Bizantinski cesar Leon III.  je medtem za ravenskega eksarha imenoval Evtihija in ga poslal v Italijo, da bi prevzel oblast. Ko je Evtihij priplul v Neapelj, se je Liutprand z njim dogovoril, da bo napadel papeža, če mu bodo Bizantinci pomagali podjarmiti kljubovalni neodvisni langobardski vojvodini Spoleto in Benevento. Trasimund II. Spoletski in Godeskalk Beneventski sta se vdala, vendar langobardska oblast v obeh vojvodinah ni traja dolgo. Novi eksarh je sklenil zavezništvo s papežem in se odpravil na pohod na Rim. 

### Odnosi s Franki
Po smrti Teoda Bavarskega leta 716 se je Liutprand obrnil od svojih nekdanjih zveznikov Agilolfingov proti frankovskemu majordomu  Karlu Martelu, čigar sin Pipin Mali ga je ob polnoletnosti posinovil in oborožil. Leta 733 objavil  Notitia de actoribus regis (Navodila za kraljeve uradike), paket šestih zakonov, ki so imeli obliko kasnejših frankovskih kapitularjev. Z njimi je poskušal obrzdati prilaščanje javnih zemljišč s strani lokalnih upravnikov. 
Leta 735-736 ga je resna bolezen spodbudila, da je za svojega sovladarja imenoval nečaka Hildepranda. Leta 736-737 je z vojsko prešel Alpe in pomagal Karlu Martelu izgnati Mavre iz pokrajin Aix-en-Provence in  Arles.
Leta 738 je dolgoletni mir prekinil vojvoda Spoleta Trasimund II.. Ko je Liutprand upor zadušil je za vojvodi Beneventa in Spoleta imenoval svoja nečaka, prejšnja pa sta pobegnila v Rim in dobila zaščito papeža Gregorja III.. Liutprand je zatem takoj začel osvajati Ducatus Romanus – Rimsko vojvodino, ozemlje okrog Rima. Po osvojitvi Orte in Bomarza je začel oblegati Rim. Papež je za pomoč zaprosil Karla Martela in mu obljubil svojo zaščito na tem in drugem svetu. Papeževo spremno pismo, v katerem Karla naslavlja s patricijem, se je ohranilo. Gregorjeva protilangobardska retorika je bila absurdna, saj je Liutprand nameraval samo soditi upornima vojvodoma. Karel je ignoriral papeževe pretirane obtožbe svojega nekdanjega zaveznika in mu poslal delegacijo, ki naj bi posredovala med sprtima stranema. Papež in Karel Martel sta umrla še preden je bil dosežen kakšen napredek.

## Smrt
Kmalu po smrti papeža Gregorja III. leta 741, je bil na apostolski sedež izvoljen papež Zaharija, s katerim je Liutprand sklenil dvajsetleten mir in mu vrnil zasedena mesta v Rimski vojvodini. Kmalu zatem se je njegovo kraljevanje mirno končalo. Po mnogih letih vladanja, v katerih je osvojil skoraj cel Apeninski polotok, je leta 744 umrl. Pokopali so ga v cerkvi San Pietro in Ciel d'Oro v Pavii.